# タテガミズク
タテガミズク(Maned owl)は、アフリカの固有種であるフクロウ科の一種である。タテガミズク属を構成する唯一の種である。

## 外見
頭頂部と羽角に、長く、柔らかく、先端が白い羽毛があり、たてがみ(mane)のように見えることから、タテガミズク(Maned owl)と命名された。中型で、頭が大きく、全体的に赤褐色である。上半身は濃い栗色で、細い暗色の波縞模様がある。小翼と頭部ではより暗い色となっており、額や羽角の先端の白さとコントラストをなしている。顔盤は赤褐色で太い黒色の縁取りがあり、喉は白い。上胸は赤褐色で白い縞模様がある。下胸と腹部はバフ色で、暗い色の縞模様がある。肛門と脚は淡いバフ色である。風切羽と尾は、赤褐色で、幅広の暗い色の横縞がある。嘴は黄色で、蝋膜は黄緑色、眼、脚、足は黄色である。体長は25 cmである。

## 分布と生息地
西アフリカの低地熱帯雨林にのみ生息し、リベリアからコンゴ民主共和国までの地域にまばらに分布しており、リベリア、コートジボワール、ガーナ、カメルーン、赤道ギニア、ガボン、コンゴ、コンゴ民主共和国等の国々で記録されている。
林冠が密集した常緑樹の熱帯雨林、特に密集したつる植物を好むようであり、林冠が開けた半常緑樹林では見られず、また密林から離れた場所や開けた林地でも記録がない。

## 行動
行動は良く分かっていない。夜行性で、昼間は密集したツタの高さ2m以内までの止まり木で休み、夕方になると止まり木から出てくる。開けた止まり木に出てくる。餌は良く分かっていないが、小さく弱い足と爪は、餌の大部分は、バッタやカブトムシ等の昆虫であることを示唆している。若い個体の胃からは、緑色植物も見つかっている。
餌と同様に繁殖行動についてもほとんど分かっておらず、鳴き声も記録されていない。コンゴ民主共和国では、巣が観察されており、3月から5月に3個か4個の卵を産むことが示された。巣は樹洞か、他の動物が作った古い枝の巣を再利用する。若鳥は、12月末から1月にカメルーンとガボンで記録されており、成鳥と成長した若鳥のつがいは、2月末のリベリアで観察されている。